# Brotterode-Trusetal
Brotterode-Trusetal est une ville du Land de Thuringe en Allemagne. Elle est la fusion de la ville de Brotterode et de la commune de Trusetal en 2011.